# Sindromul Asperger
Sindromul Asperger (în engleză Asperger's Syndrome) este o tulburare comportamentală din spectrul autistic. Este discutabil faptul daca acesta este distinct de autismul înalt-funcțional (HFA).
Sindromul Asperger ( SA ), cunoscut și sub numele de Asperger, este o fostă tulburare de neurodezvoltare caracterizată prin dificultăți semnificative în interacțiunea socială și comunicarea nonverbală, împreună cu modele restrictive și repetitive de comportament și interese.  Sindromul nu mai este recunoscut ca un diagnostic în sine, fiind fuzionat cu alte tulburări în tulburarea spectrului autist (ASD).    S-a considerat  a fi diferit de alte diagnostice care au fost îmbinate în TSA prin limbaj și inteligență relativ nedeteriorate. 
Sindromul a fost numit după medicul pediatru austriac Hans Asperger, care, în 1944, a descris copii în grija sa care se luptau să-și formeze prietenii, nu înțelegeau gesturile sau sentimentele altora, se implicau în conversații unilaterale despre interesele lor preferate și erau stângaci. .  În 1994, diagnosticul Asperger a fost inclus în cea de-a patra ediție (DSM-IV) a Manualului American de Diagnostic și Statistic al Tulburărilor Mintale ; odată cu publicarea DSM-5 în 2013, diagnosticul a fost eliminat, iar simptomele sunt acum incluse în tulburarea din spectrul autismului împreună cu autismul clasic și tulburarea pervazivă de dezvoltare nespecificată altfel (PDD-NOS).   În mod similar, a fost îmbinat cu tulburarea din spectrul autist în Clasificarea Internațională a Bolilor ( ICD-11 ) . La data de 2021  . 
Cauza exactă a sindromului Asperger este puțin înțeleasă.  Deși are o ereditabilitate ridicată, genetica de bază nu a fost determinată în mod concludent.   Se crede, de asemenea, că factorii de mediu joacă un rol.  Imagistica creierului nu a identificat o condiție de bază comună.  Nu există un tratament unic, iar liniile directoare ale Serviciului Național de Sănătate (NHS) din Marea Britanie sugerează că „tratamentul” oricărei forme de autism nu ar trebui să fie un obiectiv, deoarece autismul nu este „o boală care poate fi îndepărtată sau vindecată”.  Potrivit Colegiului Regal al Psihiatrilor , în timp ce condițiile concomitente ar putea necesita tratament, „gestionarea autismului în sine se referă în principal la furnizarea de educație, formare și sprijin/îngrijire socială necesare pentru a îmbunătăți capacitatea persoanei de a funcționa în lumea de zi cu zi'. Eficacitatea unor intervenții speciale pentru autism este susținută de date limitate.  Intervențiile pot include formarea abilităților sociale, terapia cognitiv-comportamentală,  terapia fizică, terapia logopedică, formarea părinților și medicamentele pentru probleme asociate, cum ar fi starea de spirit sau anxietatea.  Caracteristicile autiste tind să devină mai puțin evidente la vârsta adultă,  dar dificultățile sociale și de comunicare persistă de obicei. 
În 2015, s-a estimat că boala Asperger afectează 37,2 milioane de oameni la nivel global, sau aproximativ 0,5% din populație.  Procentul exact al persoanelor afectate nu este stabilit cu fermitate.  Tulburarea spectrului autist este diagnosticată la bărbați mai des decât la femei , iar femeile sunt de obicei diagnosticate la o vârstă mai înaintată.   Concepția modernă a sindromului Asperger a luat ființă în 1981 și a trecut printr-o perioadă de popularizare.    A devenit un diagnostic standardizat în anii 1990,  și a fost retras ca diagnostic în 2013.  Raman multe intrebari si controverse cu privire la afectiune. 

## Cauze
Hans Asperger a descris trăsături comune în rândul membrilor familiei pacienților săi, în special a taților, iar cercetările susțin această observație și sugerează o contribuție genetică la sindromul Asperger. Deși nu a fost încă identificat niciun factor genetic specific, se crede că mai mulți factori joacă un rol în exprimarea autismului, având în vedere variabilitatea simptomelor observate la copii.   Dovezile pentru o legătură genetică sunt că SA tinde să apară în familii în care mai mulți membri ai familiei au simptome comportamentale limitate similare cu SA (de exemplu, unele probleme cu interacțiunea socială sau cu abilitățile de limbaj și citire).  Majoritatea cercetărilor genetice comportamentale sugerează că toate tulburările din spectrul autismului au mecanisme genetice comune, dar AS poate avea o componentă genetică mai puternică decât autismul.  Pot exista gene comune în care anumite alele fac un individ vulnerabil, iar combinațiile variate duc la severitate și simptome diferite la fiecare persoană cu SA. 
Câteva cazuri de tulburarea spectrului autist (TSA)  au fost legate de expunerea la teratogene (agenți care provoacă malformații congenitale ) în primele opt săptămâni de la concepție . Deși acest lucru nu exclude posibilitatea ca TSA să poată fi inițiat sau afectat mai târziu, este o dovadă puternică că TSA apare foarte devreme în dezvoltare.  S-a presupus că mulți factori de mediu acționează după naștere, dar niciunul nu a fost confirmat de investigațiile științifice. 
Cauzele exacte ale sindromului Asperger nu sunt încă cunoscute, dar cauza cea mai probabilă este de natură ereditară, genetică.

## Simptome
Ca tulburare generalizată de dezvoltare, sindromul Asperger se distinge printr-un model de simptome, mai degrabă decât un singur simptom. Se caracterizează prin afectarea calitativă a interacțiunii sociale, prin modele stereotipe și restricționate de comportament, activități și interese și prin nicio întârziere semnificativă clinic în dezvoltarea cognitivă sau întârziere generală a limbajului.  Preocuparea intensă pentru un subiect îngust, verbozitatea unilaterală, prozodia restrânsă și stângăcia fizică sunt tipice pentru afecțiune, dar nu sunt necesare pentru diagnostic.  Comportamentul suicidar pare să apară în rate similare celor fără tulburarea de spectru autist (TSA) 

### Interacțiune socială
Lipsa empatiei demonstrate afectează aspecte ale relabilității sociale pentru persoanele cu sindrom Asperger.  Persoanele cu sindrom Asperger întâmpină dificultăți în elementele de bază ale interacțiunii sociale, care pot include eșecul de a dezvolta prietenii sau de a căuta plăceri sau realizări împărtășite cu ceilalți (de exemplu, arătarea altora obiecte de interes); o lipsă de reciprocitate socială sau emoțională (mecanica de a da și de a primi „jocuri” sociale); și comportamente nonverbale afectate în domenii precum contactul vizual, expresia facială, postura și gestul. 
Persoanele cu sindrom Asperger pot să nu fie la fel de retrase în jurul altora, în comparație cu cei cu alte forme de autism; se apropie de alții, chiar dacă stângaci. De exemplu, o persoană cu sindrom Asperger se poate angaja într-un discurs unilateral, lung despre un subiect preferat, în timp ce înțelege greșit sau nu recunoaște sentimentele sau reacțiile ascultătorului, cum ar fi dorința de a schimba subiectul de discuție sau de a pune capăt interacțiunii. .  Această stângăcie socială a fost numită „activ, dar ciudat”.  Asemenea eșecuri de a reacționa în mod corespunzător la interacțiunea socială pot părea ca nesocotire față de sentimentele celorlalți și pot părea nepoliticos sau insensibil.  Cu toate acestea, nu toți indivizii cu sindrom Asperger se vor apropia de alții. Unii pot chiar să manifeste mutism selectiv, fără a vorbi deloc cu majoritatea oamenilor și în mod excesiv cu alții anumiți. Unii pot alege să vorbească doar cu oamenii care îi plac. 
Abilitatea cognitivă a copiilor cu SA le permite adesea să articuleze norme sociale într-un context de laborator,  unde pot fi capabili să arate o înțelegere teoretică a emoțiilor altor persoane; cu toate acestea, de obicei au dificultăți în a acționa pe baza acestor cunoștințe în situații fluide, din viața reală.  Persoanele cu SA pot să analizeze și să distileze observațiile lor despre interacțiunea socială în linii directoare comportamentale rigide și să aplice aceste reguli în moduri incomode, cum ar fi contactul vizual forțat, rezultând un comportament care pare rigid sau naiv din punct de vedere social. Dorința copilăriei de companie poate deveni amorțită printr-o istorie de întâlniri sociale eșuate. 

### Comportament violent sau criminal
Ipoteza că indivizii cu SA sunt predispuși la comportamente violente sau criminale a fost investigată, dar nu este susținută de date.   Mai multe dovezi sugerează că copiii diagnosticați cu sindromul Asperger au mai multe șanse de a fi victime, mai degrabă decât infractori.

### Empatie
Persoanele cu profil Asperger s-ar putea să nu fie recunoscuți pentru calitățile lor empatice, din cauza variațiilor în modul în care este simțită și exprimată empatia . Unii oameni simt o empatie profundă, dar nu comunică în exterior aceste sentimente prin expresii faciale sau limbaj. Unii oameni ajung la empatie prin procese intelectuale, folosind logica și raționamentul pentru a ajunge la sentimente. De asemenea, este important să rețineți că multe persoane cu profil Asperger au fost hărțuite sau excluse de colegi în trecut și, prin urmare, ar putea fi păzite în jurul oamenilor, ceea ce ar putea apărea ca lipsă de empatie. Persoanele cu profil Asperger pot fi și sunt persoane extrem de grijulii; de fapt, este deosebit de comun ca cei cu profil să simtă și să manifeste o preocupare profundă pentru bunăstarea umană, drepturile animalelor, protecția mediului și alte cauze globale și umanitare. 

## Diagnosticul
Mulți copii cu Sindromul Asperger sunt inițial diagnosticați greșit cu tulburare de hiperactivitate cu deficit de atenție (ADHD).  Diagnosticarea adulților este mai dificilă, deoarece criteriile standard de diagnosticare sunt concepute pentru copii, iar expresia SA se modifică odată cu vârsta.   Diagnosticul adulților necesită o examinare clinică minuțioasă și un istoric medical amănunțit obținut atât de la individ, cât și de la alte persoane care cunosc persoana respectivă, concentrându-se pe comportamentul copilăriei.
Medicii pot stabili diagnosticul sindromului Asperger la copil atunci când cel puțin 3 din 4 simptome sunt îndeplinite:
- incapacitatea de a înțelege cum cred alții și de a se transpune în situația altor persoane.
- incapacitatea de a înțelege limbajul non-verbal, "ceea ce nu este spus" și de a "citi printre rânduri".
- vorbire întârziată, vocabular sărac
- comportament repetitiv

Copiii cu sindrom Asperger sunt supradotați intelectual (IQ peste 130) și de foarte multe ori excelează în domenii ale științelor exacte sau artelor (cu precădere în muzică, desen, artă fotografică).
Diagnosticul de sindrom Asperger poate fi stabilit unui copil numai de către un specialist, însă întotdeauna, din bateria de teste, trebuie să facă parte un test IQ (de regulă Matricele Progresive Raven)

## Prognoză
Există unele dovezi că copiii cu SA pot observa o scădere a simptomelor; este posibil ca până la 20% dintre copii să nu mai îndeplinească criteriile de diagnostic ca adulți, deși dificultățile sociale și de comunicare pot persista.  La data de 2006  , nu sunt disponibile studii care să abordeze rezultatul pe termen lung al persoanelor cu sindrom Asperger și nu există studii sistematice de urmărire pe termen lung a copiilor cu SA.  Persoanele cu SA par să aibă o speranță de viață normală, dar au o prevalență crescută a stărilor psihiatrice comorbide, cum ar fi tulburarea depresivă majoră și tulburările de anxietate care pot afecta semnificativ prognosticul .   Deși afectarea socială poate dura toată viața, rezultatul este în general mai pozitiv decât în cazul persoanelor cu tulburări de spectru autist cu funcționare inferioară;  de exemplu, simptomele ASD sunt mai susceptibile să se diminueze cu timpul la copiii cu AS sau HFA.  Majoritatea elevilor cu AS și HFA au abilități matematice medii și testează puțin mai rău la matematică decât la inteligența generală.  Cu toate acestea, matematicienii au șanse de cel puțin trei ori mai mari de a avea trăsături din spectrul autismului decât populația generală și sunt mai probabil să aibă membri ai familiei cu autism. 
Deși mulți participă la cursuri de educație obișnuită, unii copii cu SA pot participa la cursuri de educație specială, cum ar fi sala de clasă separată și sala de resurse, din cauza dificultăților lor sociale și comportamentale.  Adolescenții cu SA pot prezenta dificultăți continue cu auto-îngrijirea sau organizarea și tulburări în relațiile sociale și romantice. În ciuda potențialului cognitiv ridicat, majoritatea adulților tineri cu SA rămân acasă, totuși unii se căsătoresc și lucrează independent.  Experiența de „diferență” a adolescenților poate fi traumatizantă.  Anxietatea poate proveni din preocuparea cu privire la posibilele încălcări ale rutinelor și ritualurilor, din a fi plasat într-o situație fără un program sau așteptări clare sau din preocuparea pentru eșecul în întâlnirile sociale ;  stresul rezultat se poate manifesta ca neatenție, retragere, dependență de obsesii, hiperactivitate sau comportament agresiv sau de opoziție.  Depresia este adesea rezultatul frustrării cronice din eșecul repetat de a se implica pe ceilalți social și se pot dezvolta tulburări de dispoziție care necesită tratament.  Experiența clinică sugerează că rata sinuciderilor poate fi mai mare în rândul celor cu SA, dar acest lucru nu a fost confirmat de studii empirice sistematice. 
Educația familiilor este esențială în dezvoltarea strategiilor de înțelegere a punctelor forte și a punctelor slabe;  ajutarea familiei să facă față îmbunătățește rezultatele la copii.  Prognosticul poate fi îmbunătățit prin diagnosticarea la o vârstă mai fragedă, care permite intervenții timpurii, în timp ce intervențiile la vârsta adultă sunt valoroase, dar mai puțin benefice.  Există implicații legale pentru persoanele cu SA, deoarece riscă să fie exploatate de către alții și pot fi în imposibilitatea de a înțelege implicațiile societale ale acțiunilor lor. 

## Tratamentul
În mod ideal, gestionarea SA implică mai multe terapii care abordează simptomele de bază ale tulburării. În timp ce majoritatea profesioniștilor sunt de acord că, cu cât intervenția este mai devreme, cu atât mai bine, nu există o combinație de tratament recomandată mai presus de altele.  Tratamentul SA seamănă cu cel al altor TSA cu funcționare înaltă, cu excepția faptului că ia în considerare capacitățile lingvistice, punctele forte verbale și vulnerabilitățile nonverbale ale persoanelor cu SA.  Un program tipic include în general: 
- Proceduri de analiză a comportamentului aplicat , inclusiv suport pozitiv al comportamentului  - sau formarea și sprijinul părinților și profesorilor școlii în strategii de management al comportamentului de utilizat în casă și școală și formarea abilităților sociale pentru interacțiuni interpersonale mai eficiente; [64]
- Terapia cognitiv-comportamentală pentru a îmbunătăți gestionarea stresului legat de anxietate sau emoții explozive [65] și pentru a ajuta la reducerea intereselor obsesive și a rutinelor repetitive;
- Medicamente pentru afecțiuni coexistente, cum ar fi tulburarea depresivă majoră și tulburările de anxietate ; [66]
- Terapie ocupațională sau fizică pentru a ajuta la procesarea senzorială și la coordonarea motorie deficitară; și,
- Intervenție de comunicare socială, care este o terapie logopedică specializată pentru a ajuta la pragmatica și a da și a lua conversația normală. [67]

- crearea unui mediu potrivit (inclusiv de educație și terapie) și axarea educației pe domeniul în care subiectul excelează.

Dintre numeroasele studii privind programele de intervenție timpurie bazate pe comportament, cele mai multe sunt rapoarte de caz de până la cinci participanți și examinează de obicei câteva comportamente problematice, cum ar fi auto-rănirea, agresivitatea, neconformitatea, stereotipiile sau limbajul spontan; efectele secundare neintenționate sunt în mare măsură ignorate.  În ciuda popularității antrenării abilităților sociale, eficacitatea acestuia nu este bine stabilită.  Un studiu controlat randomizat al unui model de instruire a părinților în comportamente problematice la copiii lor cu SA a arătat că părinții care participă la un atelier de o zi sau la șase lecții individuale au raportat mai puține probleme de comportament, în timp ce părinții care au primit lecțiile individuale au raportat probleme de comportament mai puțin intense în SA. copii.  Formarea profesională este importantă pentru a preda eticheta interviului de angajare și comportamentul la locul de muncă copiilor mai mari și adulților cu SA, iar software-ul de organizare și asistenții de date personale pot îmbunătăți gestionarea muncii și a vieții persoanelor cu SA. 

### Medicamente
Niciun medicament nu tratează în mod direct simptomele de bază ale SA.  Deși cercetările privind eficacitatea intervenției farmaceutice pentru SA sunt limitate,  este esențială diagnosticarea și tratarea stărilor comorbide .  Deficitele în autoidentificarea emoțiilor sau în observarea efectelor comportamentului cuiva asupra celorlalți pot face dificil pentru persoanele cu SA să vadă de ce medicația poate fi adecvată.  Medicația poate fi eficientă în combinație cu intervenții comportamentale și acomodații de mediu în tratarea simptomelor comorbide, cum ar fi tulburările de anxietate, tulburarea depresivă majoră, neatenția și agresivitatea.  S-a demonstrat că medicamentele antipsihotice atipice risperidonă, olanzapină și aripiprazol reduc simptomele asociate SA;    risperidona poate reduce comportamentele repetitive și auto-vătămătoare, izbucnirile agresive și impulsivitatea și poate îmbunătăți modelele stereotipe de comportament și relațiile sociale. Inhibitorii selectivi ai recaptării serotoninei (ISRS) fluoxetina, fluvoxamina și sertralina au fost eficienți în tratarea intereselor și comportamentelor restrictive și repetitive,    în timp ce medicamentele stimulatoare, cum ar fi metilfenidatul, pot reduce neatenția. 
Trebuie avută grijă cu medicamentele, deoarece efectele secundare pot fi mai frecvente și mai greu de evaluat la persoanele cu SA, iar testele de eficacitate a medicamentelor împotriva stărilor comorbide exclud în mod obișnuit persoanele din spectrul autismului.  Anomalii în metabolism, timpii de conducere cardiacă și un risc crescut de diabet de tip 2 au fost ridicate ca preocupări legate de medicamentele antipsihotice,   împreună cu efecte secundare neurologice grave pe termen lung.  ISRS pot duce la manifestări ale activării comportamentale, cum ar fi impulsivitate crescută, agresivitate și tulburări de somn .  Creșterea în greutate și oboseala sunt în mod obișnuit reacții adverse raportate ale risperidonei, care pot duce, de asemenea, la un risc crescut de simptome extrapiramidale, cum ar fi neliniște și distonie  și niveluri crescute de prolactină seric.  Sedarea și creșterea în greutate sunt mai frecvente în cazul olanzapinei , care a fost, de asemenea, asociată cu diabetul.  Efectele secundare sedative la copiii de vârstă școlară  au ramificații pentru învățarea la clasă. Persoanele cu SA pot fi incapabile să identifice și să comunice stările lor interne și emoțiile sau să tolereze efecte secundare care pentru majoritatea oamenilor nu ar fi problematice. 

## Societate și cultură
Persoanele care se identifică cu sindromul Asperger se pot referi la ei înșiși în conversații ocazionale ca aspies (un termen folosit pentru prima dată în publicația tipărită în Boston Globe în 1998).   Unii oameni cu autism au susținut o schimbare în percepția tulburărilor din spectrul autist ca sindroame complexe, mai degrabă decât boli care trebuie vindecate. Susținătorii acestui punct de vedere resping ideea că există o configurație „ideală” a creierului și că orice abatere de la normă este patologică ; promovează toleranța pentru ceea ce ei numesc neurodiversitate .  Aceste puncte de vedere sunt baza pentru drepturile Arhivat în 26 octombrie 2022, la Wayback Machine. autistului și mișcările de mândrie autistă .  Există un contrast între atitudinea adulților cu SA autoidentificat, care de obicei nu doresc să se vindece și sunt mândri de identitatea lor; și părinții copiilor cu SA, care de obicei caută asistență și un leac pentru copiii lor.
Unii cercetători au susținut că AS poate fi privită ca un stil cognitiv diferit, nu o tulburare și că ar trebui eliminată din Manualul standard de diagnostic și statistică, la fel cum homosexualitatea a fost eliminată.  Într-o lucrare din 2002, Simon Baron-Cohen a scris despre cei cu AS: „În lumea socială, nu există un mare beneficiu pentru un ochi precis pentru detalii, dar în lumea matematicii, calculului, catalogării, muzicii, lingvisticii, ingineriei, și știință, un astfel de ochi pentru detalii poate duce la succes mai degrabă decât la eșec.” Simon Baron-Cohen a citat două motive pentru care ar putea fi totuși util să se considere SA ca fiind o dizabilitate: să se asigure sprijinul special necesar legal și să recunoască dificultățile emoționale din empatia redusă.  Baron-Cohen susține că genele pentru combinația de abilități ale lui Asperger au funcționat de-a lungul evoluției umane recente și au adus contribuții remarcabile la istoria omenirii.
Prin contrast, Pier Jaarsma & Stellan Welin au scris în 2011 că „versiunea largă a afirmației privind neurodiversitatea, care acoperă autismul slab funcțional, precum și autismul cu funcționare înaltă, este problematică. Doar o concepție restrânsă despre neurodiversitate, referindu-se exclusiv la autistii cu funcționare înaltă, este rezonabilă.”  Ei spun că indivizii cu autism cu „funcționare mai înaltă” ar putea „nu [fi] beneficiați de un astfel de diagnostic bazat pe defectele psihiatrice... unii dintre ei sunt afectați de acesta, din cauza lipsei de respect pe care diagnosticul o arată pentru modul lor natural de a fi. „, dar „gândiți-vă că este totuși rezonabil să includeți și alte categorii de autism în diagnosticul psihiatric. Concepția restrânsă a afirmației privind neurodiversitatea ar trebui acceptată, dar afirmația mai largă nu ar trebui să fie acceptată.” Jonathan Mitchell, un autor autist și blogger care susține un remediu pentru autism, a descris autismul ca fiind „împiedicat să-mi câștig existența sau să am vreodată o iubită”. Mi-a dat probleme proaste de coordonare motrică fină în care cu greu pot scrie. Am o capacitate redusă de a relaționa cu oamenii. Nu mă pot concentra sau nu pot face lucrurile.”  El descrie neurodiversitatea drept o „supapă de evacuare tentantă”.